# Jan Rudowski (pułkownik)
Jan Rudowski herbu Prus II (ur. 18 lutego 1840 w Rumoce, zm. 6 maja 1905 w Ostrowie) – pułkownik powstania styczniowego, właściciel ziemski.

## Życiorys
Był synem Ignacego Rudowskiego i Julianny z Rościszewskich. Uczęszczał do szkoły w Mławie. Służył jako junkier, podchorąży w wojsku carskim w batalionie strzelców celnych Połockiego pułku piechoty w Piotrkowie Trybunalskim.
Po wybuchu powstania styczniowego w 1863 zbiegł z garnizonu piotrowskiego do obozu powstańczego Ignacego Zawadzkiego, następnie Dionizego Czachowskiego. Walczył w radomskim, gdzie powierzono mu dowództwo kompanii strzeleckiej w randze kapitana. W uznaniu za waleczność, został w sierpniu 1863 mianowany majorem i naczelnikiem wojennym powiatu opoczyńskiego i radomskiego.
Jesienią tegoż roku został mianowany przez gen. Bosaka podpułkownikiem, a w końcu roku - dowódcą pułku Opoczyńskiego. 8 listopada 1863 oddział ppłk. Jana Rudowskiego rozbroił rosyjską załogę Szydłowca. Wiosną 1864 kadrę organizacyjną pułku Jan Rudowski uzupełnił masowymi ochotnikami. Pułk Opoczyński tropiony przez Rosjan starł się z nimi pod Suchedniowem, Opocznem (10 marca 1864), Wąchockiem, Odrowążem i Radkowicami. 50 kawalerzystów stanowiło osobistą eskortę J. Rudowskiego
W jednej z potyczek, z dragonami dostał się ranny do niewoli i jako ex-oficer rosyjski miał być rozstrzelany. Jednak pozostała część oddziału powstańczego, uderzywszy na powracających dragonów, odbiła swego dowódcę. Dopiero w maju 1864 ppłk. Jan Rudowski jako jeden z ostatnich i podwładny gen. Haukego Bosaka rozwiązał swój oddział.
Nie mogąc wrócić do Rumoki, przebywał na emigracji we Francji, potem osiadł na Pomorzu, gdzie administrował majątkiem. Wypadek na polowaniu, na którym postrzelił śmiertelnie gajowego Niemca, zmusił go do opuszczenia Pomorza. Wyjechał wtedy do Lwowa, obejmując tam administrację dóbr książąt Sapiehów.
We Lwowie poślubił Stanisławę Narzymską, z którą miał troje dzieci: Wandę (zamężna z Zygmuntem Choromańskim, zamieszkała w ciechanowskim), Michała (ożeniony z Kanigowską, zmarłą przy porodzie, a następnie z Marią Kosińską z Drogiszki koło Mławy, córką Zofii z Rudowskich Bronisławowej Kosińskiej z Głuszka), Kazimierę (w 1891 poślubiła Jana Deskura).
Jan Rudowski zmarł 6 maja 1905 w Ostrowie pod Ropczycami, a trzy dni później został pochowany na Cmentarzu Łyczakowskim we Lwowie.